# Markus Pekoll
Markus Pekoll (* 13. Oktober 1987 in Schladming) ist ein ehemaliger österreichischer Mountainbiker in der Disziplin Downhill.

## Werdegang
Markus Pekoll begann 2004 mit dem Mountainbike Downhill-Sport, startete 2004 in Schladming bei seinem ersten Weltcup und war der erste Österreicher in den Top Sieben der Weltrangliste. Er ist sechsfacher Downhill-Staatsmeister, Europacup-Gesamtsieger (2011) und Europameister (2013).
Bisher fuhr Markus Pekoll für die folgenden Teams: Specialized Andas Biken Graz (2005–2007), Fast4ward Racing Solid Bikes (2008–2010), MS Evil Racing (2011) und MS Mondraker Team (seit 2012).
2017 wurde Pekoll zum sechsten Mal Staatsmeister Downhill und am Schöckl bei Graz auch Staatsmeister Enduro.

Im August erklärte der damals 29-Jährige seine aktive Zeit für beendet.

## Sportliche Erfolge
2007
- Österreichischer Meister – Downhill

2008
- Österreichischer Meister – Downhill

2009
- Österreichische Meisterschaften – Downhill

2010
- Downhill-Europameisterschaft, Hafjell (NOR)
- Österreichischer Meister – Downhill

2011
- Gesamtsieger iXS European Downhill Cup
- Österreichischer Meister – Downhill
- iXS EDC, Monte Tamaro
- iXS EDC, Spicak (CZE)

2012
- iXS EDC, Todtnau (GER)
- Österreichische Meisterschaften – Downhill

2013
- Europameister – Downhill

2014
- Österreichischer Meister – Downhill

2015
- Österreichische Meisterschaften – Downhill

2016
- Ride Hard on Snow, Lienz

2017
- Österreichischer Meister – Enduro
- Österreichischer Meister – Downhill